# تشارلز دوغاس
تشارلز دوغاس (بالفرنسية: Charles Dugas)‏ هو فقيه لغة فرنسي، ولد في 22 أكتوبر 1885 في أليس (فرنسا) في فرنسا، وتوفي في 4 أكتوبر 1957 في مونبلييه في فرنسا.